# قطب (اسم)
قطب هو اسم علم مذكر من أصل عربي، ومعناه هو القائد الرئيس، سيد القوم الذي يدور عليه أمره، مملاك الشيء ومدارهنجم تبنى عليه القبلة.

## شخصيات تحمل الاسم
- قطب الدين أيبك (1150 – 1 ديسمبر 1210)
- قطب الدين الأشكوري (فيلسوف وفقيه إيراني، 1601 – 1664)
- قطب الدين الخلجي (القرن 13 – يونيو 1320)
- قطب الدين الرازي (1295[3] – 1365[3])
- قطب الدين الراوندي ( – 1178)
- قطب الدين الشيرازي (1 أكتوبر 1236[4][5] – 7 فبراير 1311[4][5][6])
- قطب الدين اليونيني (1242[7][8] – 1325[7][8])
- قطب الدين زنكي ( – 6 سبتمبر 1170)
- قطب الدين محمد (القرن 11 – 1127)
- قطب الدين مودود

## وصلات خارجية
- موسوعة السلطان قابوس لأسماء العرب نسخة محفوظة 5 أبريل 2019 على موقع واي باك مشين.